# AMOLED

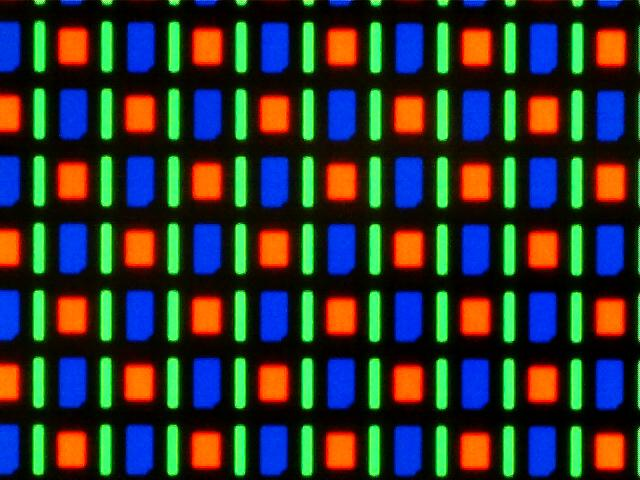
Detall d'una pantalla a color amb AMOLED en un arranjament matricial "PenTile"

AMOLED és l'acrònim d'"Active Matrix Organic Light Emitting Diode" o OLED de matriu activa i és una tecnologia de representació amb una importància creixent a causa de la seva utilització en dispositius mòbils, com els telèfons mòbils.
Amb OLED ens referim a un tipus específic de tecnologia, uns dispositius ultra-prims i ultra-brillants que no requereixen cap mena de llum de fons, en canvi, AMOLED es refereix a la tecnologia que permet adreçar-nos a un píxel concret.
El progrés que permet aquesta tecnologia, es reflecteix en models superiors, més barats i que consumeixen menys potència de, per exemple, televisors.

## Funcionament
Un dispositiu OLED de matriu activa, consisteix en un conjunt de píxels OLED que es dipositen o s'integren en una sèrie de transistors de pel·lícula fina (TFT) per formar una matriu de píxels, que s'il·luminen quan han estat activats elèctricament, controlats pels interruptors que regulen el flux de corrent que se s'adreça a cadascun dels píxels. El TFT contínuament regula el corrent que flueix per cadascun dels píxels, per així caracteritzar el píxel amb el nivell de brillantor que mostrarà. Generalment aquest corrent es controla mitjançant dos TFT per píxel, un per començar i parar de carregar el condensador, i l'altre per a proveir al píxel amb el nivell necessari de tensió per així crear un corrent de valor constant i poder evitar pics alts de corrent que són els que requereix un OLED passiu per a les operacions amb la matriu de píxels. Pel control de la imatge que es mostra, les pantalles AMOLED consten de quatre capes:
- Capa de l'ànode
- Capa intermèdia orgànica
- Capa del càtode
- Capa que conté tots els circuits

## Característiques

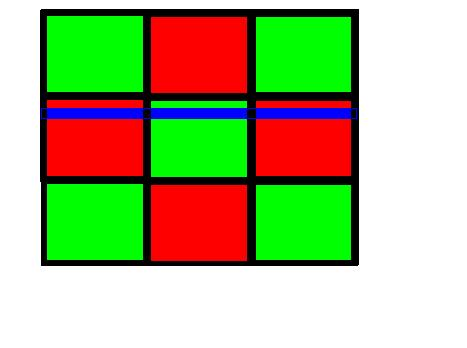
Exemple de línia fallida

Els OLED de matriu activa i els de matriu passiva tenen les mateixes possibilitats de mostrar una freqüència de quadre concreta, en canvi AMOLED requereix menys potència de manera significativa i, per tant, té un menor consum energètic.
Aquesta propietat fa que els OLED de matriu activa siguin especialment útils per a dispositius electrònics on el consum d'energia emmagatzemada en una bateria pot ser crític i per a pantalles amb una diagonal que va des de les 2 fins a les 3 polzades.
Quan forcem la pantalla doblegant-la amb un angle menor que l'angle crític que permet el dispositiu, provocarem un trencament al substrat de plàstic, un trencament que es propagarà per tot el bus de la línia corresponent.
Aquest trencament provocarà a la pantalla que la línia o línies afectades mostrin un parpelleig, que falli tota la línia, falli una regió sencera o fins i tot el dispositiu sencer.

## Beneficis
Les pantalles AMOLED, fabricades en substrats plàstics flexibles, aconsegueixen els següents beneficis:
- Són molt primes i lleugeres
- Tenen reforçats els sistemes de protecció dels trencaments del dispositiu
- Consum molt baix de potència, alta rugositat amb una qualitat d'imatge superior i un baix cost en comparació amb les actuals pantalles LCD.
- Degut a la seva rugositat característica, confereix al dispositiu una gran flexibilitat i possibilitat de fins i tot "enrotllar-lo", estant encara actiu, que es tradueix en facilitat de transport i emmagatzematge.

## L'element de matriu activa: Tecnologia TFT Backplane
La tecnologia del backplane del TFT és un element crucial per a la fabricació de dispositius AMOLED flexibles.
El procés que s'utilitza als substrats convencionals en els que es basen els TFT no es poden utilitzar amb els substrats de plàstic flexibles que necessitem, principalment perquè aquest procés implicaria no treballar en temperatures baixes, essent aquest un límit indispensable.
Per a solucionar aquest problema, avui dia existeixen principalment dues tecnologies de fabricació del backplane del TFT utilitzats als AMOLED: poly-Silicon (poly-Si) o amorphous-Silicon (a-Si).
Aquestes tecnologies ofereixen la possibilitat de fabricació dels backplanes de matriu activa a una baixa temperatura (<150 °C), inserint-los directament al substrat de plàstic flexible possibilitant la producció de pantalles AMOLED flexibles.